# Pteridomyces
Pteridomyces — рід грибів родини Atheliaceae. Назва вперше опублікована 1979 року.